# Radikina Bara
Radikina Bara (cyr. Радикина Бара) – wieś w Serbii, w okręgu niszawskim, w mieście Nisz. W 2011 roku liczyła 60 mieszkańców.